# Federico Miguel Pérgola
Federico Miguel Pérgola fue un médico argentino, profesor consulto adjunto de la Facultad de Medicina de Buenos Aires. Nació el 6 de junio de 1931 y falleció el 28 de octubre de 2018, a sus 87 años.
Fue también Académico Emérito de la Academia Nacional de Ciencias de Buenos Aires, Subsecretario de la Facultad de Medicina de la UBA, Director de la Carrera docente y del Departamento de Humanidades Médicas y miembro de la Academia de Ciencias de Nueva York. Dirigió además la revista Médicos y medicinas en la historia.

## Premios
- Premio Maestro de la Universidad de Buenos Aires (agosto de 2011).
- Premio Maestro de la Medicina otorgado por la Prensa Médica Argentina (junio de 2011).
- Premio Hipócrates de la Academia Nacional de Medicina.

## Obra
Ha publicado cerca de 500 trabajos sobre medicina e historia de la medicina y cuenta con más de 50 libros publicados, entre ellos:
- Sucinta historia de la medicina del siglo XX, el del asombro (con Laura Pérgola), obra inédita.
- Historia universal de la medicina (con Osvaldo Okner), Buenos Aires, El Guion Ediciones, 2018.
- Tratado de Bioética, Buenos Aires, Eudeba, 2017.
- Sexólogos en el mundo. Tres siglos de investigaciones sobre el sexo humano en Occidente, Buenos Aires, El Guion Ediciones, 2016.
- Las humanidades médicas hoy, Buenos Aires, El Guion Ediciones, 2016.
- La enseñanza de la medicina en la Argentina (con L. Moratal Ibáñez), Buenos Aires, Akadia, 2016.
- Las primeras mujeres de la medicina universitaria argentina, 1889-1950 (con Norma I. Sánchez y Sergio Provenzano), Buenos Aires, EAB, 2015.
- Historia de la medicina argentina: desde la época de la dominación hispánica hasta la actualidad, Buenos Aires, Eudeba, 2014.
- Breve historia de las especialidades médicas II (con Alfredo Buzzi), Buenos Aires, El Guion Ediciones, 2014.
- Guía para estudiantes de la Facultad de Medicina de la Universidad de Buenos Aires (con Sergio Provenzano), edición revisada y actualizada, Buenos Aires, Ediciones Médicas del Sur, 2014.
- Eugenia Sacerdote de Lustig. Pionera del cultivo de células en la Argentina (con Stella Maris Ranuncolo), Buenos Aires, Folio/Uno, 2013.
- Origen e investigaciones en inmunología: ¿cómo surgió en la Argentina?, Buenos Aires, Eudeba, 2013.
- Organización y administración académica. Su evolución a través de la historia (con Laura Moratal Ibáñez), Buenos Aires, Akadia, 2012.
- Breve historia de los especialidades médicas (con Alfredo Buzzi), Buenos Aires, Ediciones Médicas del Sur, 2012.
- Las endemias en la Argentina, Buenos Aires, Salud Investiga, 2011.
- Sarmiento: el quijote de la pampa argentina (con Norma Isabel Sánchez y prólogo de Jorge Reinaldo Vanossi), Buenos Aires, el autor, 2011.
- Rectores de la Universidad de Buenos Aires (con Alfredo Buzzi), Buenos Aires, Ediciones Médicas del Sur, 2011.
- Los decanos de la Facultad de Medicina de la Universidad de Buenos Aires (con Alfredo Buzzi), Buenos Aires, Ediciones Médicas del Sur, 2010.
- Fraudes y mistificaciones en publicaciones argentinas del siglo XX. Información riesgosa para la salud. Violación de las leyes e ineficacia en los controles (con A. García Puga), Buenos Aires, Akadia, 2010.
- Aportes para la historia de la cardiología argentina (con J. Milei, MT Di Vietro y L Mirábile), Buenos Aires, Ediciones médicas del Sur, 2010.
- Salvador Mazza y el archivo "perdido" de la Mepra. Argentina, 126-19466]  (con Norma Isabel Sánchez y María Teresa Di Vietro), Buenos Aires, El Guion Ediciones, 2010.
- Diccionario bio-bibliográfico de médicos argentinos (con Alfredo Buzzi), Buenos Aires, Ediciones Médicas del Sur, 2010.
- Clásicos argentinos de medicina y cirugía (con Alfredo Buzzi), Tomo III, Buenos Aires, Fundación Gador, 2009.
- Historia de medicamentos, Buenos Aires, Toer, 2009.
- Osvaldo Fustinoni. Una fecunda trayectoria (con Alfredo Buzzi), Buenos Aires, El Guion Ediciones, 2009.
- Ciencia bien escrita. Monografías y tesis en medicina (con Laura Pérgola, Buenos Aires, El Guion Ediciones, 2008.
- La antropología médica en discusión, Buenos Aires, El Guion Ediciones, 2008.
- Brujos y cuasi médicos en los inicios argentinos obtuvo una Faja de Honor de la Sociedad Argentina de Escritores ENSAYO en 1982, 2.ª ed., Buenos Aires, El Guion Ediciones, 2008.
- Miseria y peste en la Edad Media, Buenos Aires, El Guion Ediciones, 2006.
- Una apuesta en el bajo Belgrano, Buenos Aires, El Guion Ediciones, 2005.
- Antropología médica. Medicina para la persona (con José María Ayala), Buenos Aires, CTM, 2005.
- Historia de la salud social en la Argentina, Buenos Aires, Editores Argentinos Asociados, 2004.
- Por el camino del tabaco, (con Agustín García Puga, Buenos Aires, El Guion Ediciones, 2003.
- Cultura, globalización y medicina, obtuvo el premio "Sociedad Argentina de Historia de la Medicina", Buenos Aires, El Guion Ediciones, 2002.
- Neurología en esquemas (con J. C. Fustinoni), Buenos Aires: Ed. Panamericana, 1997. Segunda edición en 2001.
- Aportes para la historia de la cardiología argentina 1969-2000 (con José Milei, María Teresa Di Vietro y Lorena Mirabile), Buenos Aires, Sidus, 2000.
- Atlas de enfermedades del cuerpo humano, Buenos Aires, Anejo, 1999.
- Historia del Hospital de Clínicas (con F. Sanguinetti), Tomo II, Buenos Aires, Ediciones Argentinas, 1999.
- Trastornos neurológicos y psiquíatricos del anciano ¿Se puede prolongar la vida?  (con J. C. Fustinoni), Colombia, Ed. Atlante, 1998.
- Historia del Hospital de Clínicas (con F. Sanguinetti), Tomo I, Buenos Aires, Ediciones Argentinas, 1997.
- Arte y medicina (con Juan Carlos Fustinoni), Buenos Aires, Héctor A. Macchi, 1996.
- Historia de la Academia Nacional de Ciencias de Buenos Aires (con O. Fustinoni), Buenos Aires, Academia Nacional de Ciencias de Buenos Aires, 1995.
- Clásicos argentinos de medicina y cirugía (con Alfredo Buzzi), Tomo II, Buenos Aires, López Editores, 1995
- Clásicos argentinos de medicina y cirugía (con Alfredo Buzzi), Tomo I, Buenos Aires, López Editores, 1993.
- Semiología General y Laboratorio (con A. Kalinov), Buenos Aires, Edimed. 1993.
- El pabellón de Practicantes del Hospital de Clínicas (con A. Buzzi, J. E. Burucúa, J. Califano, J. E. Burucúa (hijo), O. Bagnoli y G. Pereyra), Buenos Aires: Ed. Fundación de All, 1991.
- Médicos italianos famosos hasta el siglo XIX, (con Laura Pérgola), Buenos Aires, Edimed, 1990.
- Metodología del trabajo médico y científico, Buenos Aires, Edimed. 1987
- Historia de la cardiología (con O. H. Okner), Buenos Aires,, Edimed. 1987.
- Historia de la Medicina. Desde el origen de la humanidad hasta nuestros días (con O. H. Okner), Buenos Aires, Edimed, 1986.
- Semiología y fisiopatología del aparato cardiovascular (con O.H. Okner), Buenos Aires, Edimed, 1984 (2° Edición 1993).
- Semiología y fisiopatología del aparato respiratorio (con O. H. Okner). BuenosAires: Edimed. 1984.
- Introducción a la semiología (con O. H. Okner), Buenos Aires, Eudeba, 1983.
- Médicos en las letras argentinas (con O. Fustinoni), Buenos Aires, Ed. La Prensa Médica Argentina. 1981.
- La Facultad de Medicina de Buenos Aires (con O. Fustinoni y O. R. Pérgola), Buenos Aires,Ed. Macchi,1969.
- El pensamiento mágico en la medicina colonial argentina, Buenos Aires, edición del autor, 1966.

Libros en colaboración
- Comunicación en medicina. Buenos Aires: Ed. Fundación  Roemmers. 1977. (Capítulo: "El lenguaje médico", pp. 15-25).
- Lecciones de cirugía (de W. L. Lange y E. J. Soto Romay) (5.ª edición). Buenos Aires: Ed. López Libreros. 1986. (Capítulo: "Historia de la cirugía", pp. 1-16).
- Introducción a la medicina/ Genética/ Inmunología. Buenos Aires: Biblioteca de  Medicina. Ed. El Ateneo. 1992. (Capítulo: "Introducción a la medicina", pp. 7-11).
- Cardiología. Buenos Aires: Biblioteca de Medicina. Ed. El Ateneo. 1992. (Capítulo: Yatrogenia," pp. 687-692).
- Diccionario Médico Ilustrado de Melloni (actualización). Buenos Aires: Ed. Anejo. 1995. (Actualización de la obra).
- Constelación Poética Hispanoamericana. Bahía Blanca /Buenos Aires: Publicaciones Altair, 1998. (Poesías: Alien y El gorrión).
- Semiología Médica Fisiopatológica (Cossio - Fustinoni - Rospide). Séptima edición. Buenos Aires: CTM, 2001. (En 8.ª edición Eudeba, 2014: "Semiología General" (actualización del capítulo de Pedro Cossio); "Cabeza y cuello y Extremidades" (actualización de los capítulos de Víctor Miatello e hijo); "Hematología"; "Inmunología"; "Nutrición"; "Geriatría" (con O. Fustinoni).
- Bioética y Humanidades Médicas (Editores: Dietrich von Engelhardt, José Alberto Mainetti, Roberto Cataldi Amatriain y Luisa Meyer). Buenos Aires: Biblos. 2004. (Capítulo: Un atisbo de antropología en el sur argentino," pp. 87-95).
- Barón M: Los últimos cincuenta años de la medicina argentina y sus protagonistas. Bs. As.: Perfil. 2006. (Capítulo: "Los últimos 50 años de la medicina argentina", pp. 205-211).
- La Campaña del Desierto. Buenos Aires. Academia Argentina de 2009. (Capítulo: La visión del mundo y las enfermedades de las etnias que habitaron el sur del territorio," pp. 263-274).
- Los días de Sarmiento. Academia Provincial de Ciencias y Artes de San Isidro, San Isidro, Segundo tomo, 2011. (Capítulo: La fiebre amarilla en Buenos Aires," pp. 449-469).
- Roemmers 90 años junto a la medicina argentina (90 años de avances médicos) Buenos Aires, J. C. Toer & Asociados, 2011. (Capítulo: N"ueve décadas de avances médicos en la Argentina", pp. 41-66.
- Argentina 200 años de historia (varios autores), Buenos Aires, Círculo Militar, 2011.   (Capítulo: "De la casa de Expósitos al Hospital de Niños [1800 a 1900]", pp 599-613).
- Alberto C. Taquini y el 75ª Aniversario del descubrimiento de la Angiotensina (Capítulos (con NI Sánchez): Seis investigadores de la angiotensina: Braun Menéndez  Fasciolo, Houssay, Leloir, Muñoz y Taquini y Alberto C. Taquini, discípulo de ernardo A. Houssay)", Buenos Aires, ININCA, 2014.
- Semiología Médica Fisiopatológica (Cossio - Fustinoni - Rospide). Buenos Aires, Eudeba, 2014.
- El campo de la salud mental (varios autores) (en prensa).
- Libro conmemorativo en homenaje al 80º aniversario de Ciencias de Buenos Aires. Semblanza de académicos. Buenos Aires. Academia Nacional de Ciencias. 2016.